# 러시아, 우크라이나, 소련의 독일인의 역사
러시아, 우크라이나, 그리고 소련 내 독일계 소수 민족 인구는 여러 출처에서 비롯되었고 여러 파동으로 유입되었다. 19세기 후반부터 러시아 제국의 러시아화 정책과 의무 병역으로 인해 대규모 독일계 러시아인 그룹이 아메리카 (주로 캐나다, 미국, 브라질, 아르헨티나)로 이주하여 많은 도시를 건설했다. 제2차 세계 대전 중, 소련 내 독일계는 박해를 받았고 많은 사람들이 중앙아시아와 같은 다른 지역으로 강제 이주되었다. 1989년, 소련은 약 200만 명의 독일계 인구를 선언했다. 1991년 소련의 붕괴 이후, 2002년까지 많은 독일계가 이주했으며 (주로 독일로) 인구는 절반으로 줄어 약 100만 명에 이르렀다. 2002년 러시아 인구조사에서 597,212명의 독일인이 자신을 독일계라고 밝혔으며, 이는 러시아 연방에서 다섯 번째로 큰 민족 그룹이다. 독일계 카자흐스탄인은 353,441명, 키르기스스탄에는 21,472명 (1999년)이 있었고, 우크라이나에는 33,300명의 독일인이 거주했다 (2001년 인구조사).
독일 출신 이민자들은 키예프의 올가 재위 시기에 키예프 루스에 처음 도착했다. 러시아의 독일인들은 반드시 러시아어를 구사하지는 않았다. 많은 이들이 독일어를 사용했으며, 프랑스어는 종종 고위 귀족층의 언어로 사용되었다. 지리적 및 기타 상황에 따라 많은 러시아 독일인들은 러시아어를 모국어 또는 제2외국어로 사용했다. 예카테리나 대제의 초청으로 도착한 수많은 농부와 마을 상인들은 독일인들만 사는 마을에 정착하여 1920년대까지 독일어, 종교, 문화를 유지할 수 있었다.
오늘날 옛 소련 영토에 거주하는 독일계는 주로 러시아어를 구사하는데, 이는 점진적인 동화 과정에 있기 때문이다. 따라서 많은 이들이 독일어에 유창하지 않을 수 있다. 결과적으로 독일은 최근 그들의 본국 송환을 엄격하게 제한했다. 게다가 카자흐스탄의 독일계 카자흐스탄인들은 독일보다는 러시아로 이주하고 있다. 19세기 후반부터 20세기 초반 불안과 혁명 시기에 러시아 내 독일인들의 환경이 전반적으로 악화되면서, 많은 독일계가 러시아에서 아메리카와 다른 지역으로 이주했다. 이들은 통틀어 러시아 출신 독일인으로 알려졌다.

## 러시아 제국의 독일인 (분할된 폴란드와 캅카스)

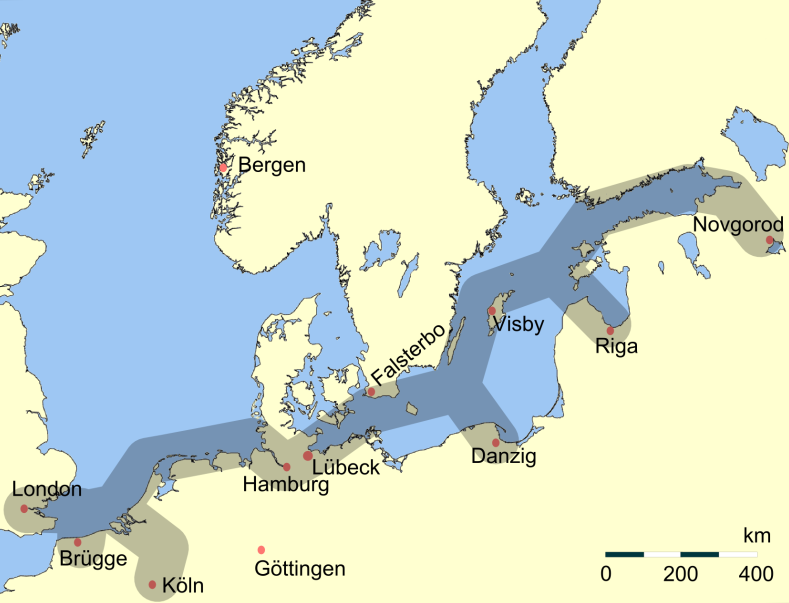
한자동맹의 주요 교역로

독일 상인들은 노브고로드에 페테르호프라고 부르는 교역소를 설립했다. 1229년, 노브고로드의 독일 상인들은 그들의 지위를 더욱 안전하게 만드는 특정 특권을 부여받았다.
모스크바에 처음 독일인 정착촌이 생긴 것은 모스크바 대공 바실리 3세의 재위 기간인 1505년부터 1533년 사이다. 소수의 독일 및 네덜란드 장인과 상인들이 모스크바의 독일인 지구(Немецкая слобода, 또는 Nemetskaya 슬로보다)에 정착하는 것이 허용되었는데, 이는 그들이 수도에 필수적인 기술력을 제공했기 때문이다. 점차 이 정책은 다른 몇몇 주요 도시로 확대되었다. 1682년, 모스크바에는 약 20만 명의 시민이 있었고, 그 중 약 1만 8천 명은 "독일인" 또는 "서방 외국인"을 의미하는 넴치로 분류되었다.
독일인 지구에 위치한 국제 공동체는 표트르 1세 (재위 1682년-1725년)에게 큰 영향을 미쳤다. 러시아를 더욱 현대적인 유럽 국가로 변모시키려는 그의 노력은 러시아에 정착한 독일인들과의 경험에서 상당 부분 비롯된 것으로 여겨진다. 17세기 후반까지 외국인들은 러시아 도시에서 더 이상 그리 드물지 않았으며, 모스크바의 독일인 지구는 그 세기 말까지 민족적 특성을 잃었다.

### 비스와 독일인 (폴란드)
전쟁과 폴란드 분할을 통해 프로이센은 북부, 서부, 중부 폴란드 영토를 점점 더 많이 획득했다. 비스와 강은 남쪽에서 북쪽으로 흐르며, 단치히(현재 그단스크) 근처의 발트해에 하구가 있다. 독일인과 네덜란드인은 해안가에서 시작하여 점차 남쪽 내륙으로 이동하며 계곡에 정착했다. 결국 프로이센은 비스와 강의 대부분 유역을 획득했고, 당시 폴란드 중부 지역은 남프로이센이 되었다. 그 존재는 짧았지만(1793년~1806년), 그 끝에 많은 독일 정착민들이 초기 경계 내에 개신교 농업 정착촌을 세웠다. 대조적으로, 대부분의 폴란드인은 로마 가톨릭교도였다. 일부 독일인 로마 가톨릭교도들도 남서쪽, 특히 프로이센 실레시아 지역에서 이 지역으로 들어왔다. 1935년 "브레이어 지도"는 중앙 폴란드가 된 지역의 독일인 정착촌 분포를 보여준다.
나폴레옹 보나파르트의 승리로 남프로이센의 짧은 존재는 끝났다. 프랑스 황제는 그 영토와 다른 영토들을 바르샤바 공국에 편입시켰다. 그러나 1815년 나폴레옹의 패배 후 공국은 분할되었다. 프로이센은 서부 포젠 지역을 병합했고, 현재의 중앙 폴란드는 폴란드 입헌왕국으로 알려진 러시아의 위성국이 되었다. 많은 독일인들은 이 중앙 지역에 계속 거주하며, 실레시아 방언과 유사한 중부 독일 프로이센 방언, 그리고 개신교와 가톨릭 종교를 유지했다. (러시아 인구는 주로 러시아 정교회였고, 이는 국교였다.)
제1차 및 제2차 세계 대전 중에는 이 지역에서 동부 전선이 치러졌다. 소련 정부는 젊은 남성들의 징집을 늘렸다. 폴란드 입헌왕국에서 이 지역으로 비스와 독일인들의 이주율이 증가했다. 그러나 일부는 폴란드화되었고, 그들의 후손은 폴란드에 남아있다.
제2차 세계 대전 마지막 해와 그 후, 많은 독일계 주민들은 동유럽에서, 특히 독일어를 유지하고 별도의 종교를 가졌던 이들은 러시아와 폴란드인에 의해 강제 추방되거나 도피했다. 러시아인과 폴란드인들은 그들이 나치 독일의 동맹국이며, 나치 독일이 레벤스라움 정책으로 동부를 침략한 이유라고 비난했다. 독일인들은 또한 점령 기간 동안 독일인들과 동맹을 맺고 내전에서 토착민들을 학대했다고 비난받았다. 포츠담 협정에 따라 주요 인구 이동이 연합국에 의해 합의되었다. 추방된 사람들은 일반적으로 모든 재산을 잃었고, 추방 과정에서 종종 공격을 받았다. 생존자들은 전쟁 후 수백만 명의 다른 피난민들과 합류했다.

### 볼가 독일인 (러시아)

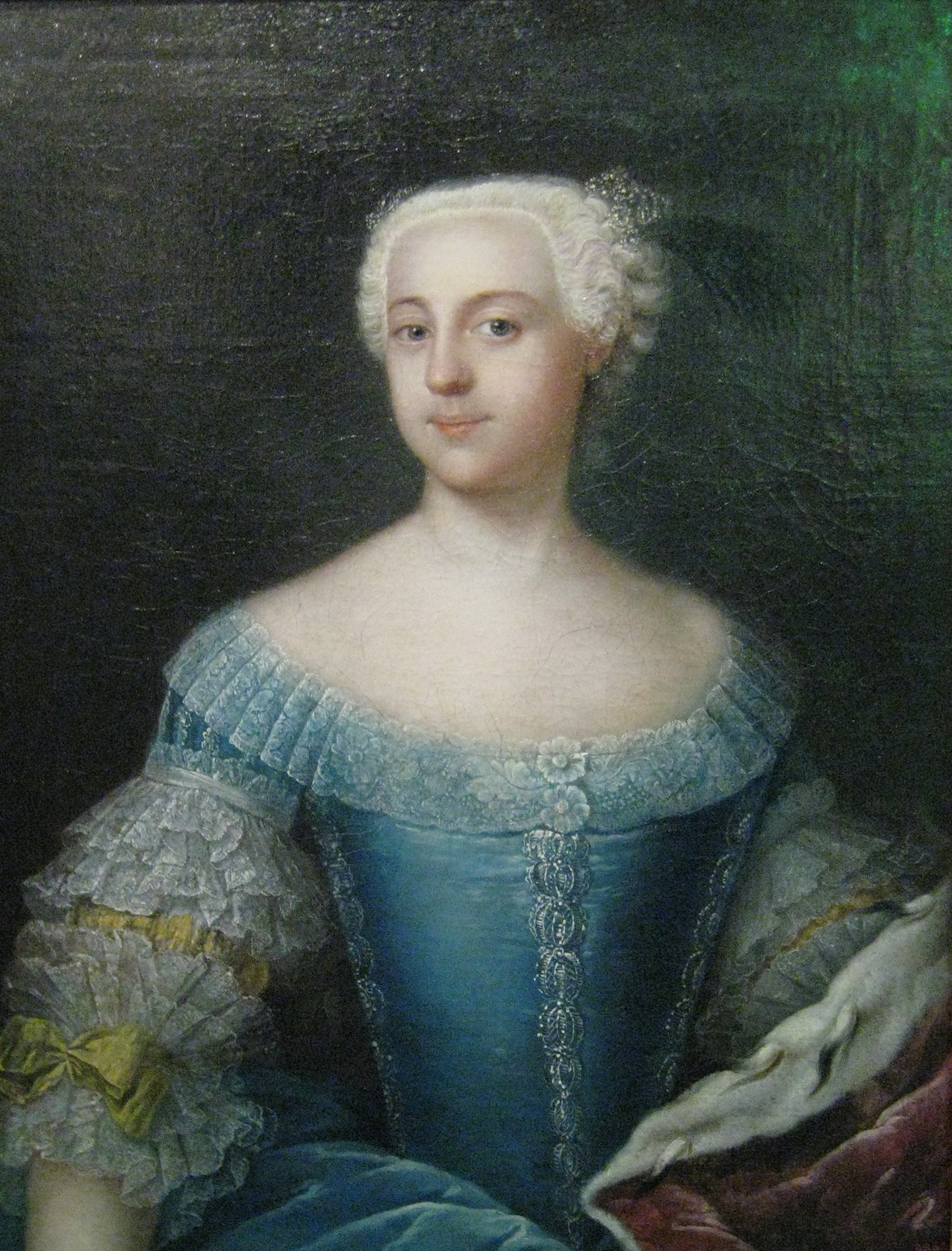
독일계 러시아 여제 중 가장 유명한 예카테리나 2세

예카테리나 2세는 독일 출신으로, 포메라니아의 슈테틴(현재 폴란드의 슈체친)에서 태어났다. 권력을 잡은 후 그녀는 1763년 7월 22일, 러시아 제국에 살고 싶은 외국인들을 위한 개방 이민을 선포했으며, 이는 독일인들의 제국 이주 물결의 시작을 알렸다. 그녀는 오스만과의 분쟁 이후 휴경지였던 농지를 독일 농부들이 다시 개발하기를 원했다. 이른바 러시아 식민지들이 거의 즉시 볼가강 하류 지역에 설립되었다. 이 초기 식민지들은 볼가 지역을 중심으로 한 푸가초프의 난 동안 공격을 받았지만, 반란에서 살아남았다.
독일인의 이민은 부분적으로는 중유럽의 종교적 불관용과 전쟁, 그리고 특히 남부 공국들 사이에서 자주 어려웠던 경제적 상황에 의해 동기가 부여되었다. 예카테리나 2세의 선언은 독일 이민자들을 병역 의무(원주민 러시아인에게 부과됨)와 대부분의 세금에서 면제시켜 주었다. 이는 새로 온 이민자들을 러시아의 봉건 계층 밖에 두었으며, 상당한 내부 자율성을 부여했다. 러시아로 이주함으로써 독일 이민자들은 본국에서는 누릴 수 없었을 정치적 권리를 얻었다. 종교적 소수자들은 이러한 조건들을 매우 좋게 여겼는데, 특히 비스와 강 계곡의 메노파 교도들이 그러했다. 그들이 병역에 참여하기를 꺼리고, 주류 루터교회와 칼뱅주의에 대한 오랜 반대 전통은 프로이센 아래에서 그들의 삶을 매우 어렵게 만들었다. 거의 모든 프로이센 메노파 교도들은 다음 세기 동안 러시아로 이주했으며, 프로이센에는 소수만이 남았다.
다른 독일계 소수 교회들도 예카테리나 2세의 제안을 활용했는데, 특히 침례교와 같은 복음주의 기독교인들이 그러했다. 예카테리나의 선언은 그들이 동방 정교회 교인들 사이에서 개종 활동을 하는 것을 금지했지만, 러시아의 이슬람과 다른 비기독교 소수자들에게는 복음을 전할 수 있었다.
독일인들의 식민화는 볼가강 하류에서 가장 활발했지만, 다른 지역에도 이민자들이 유입되었다. 많은 이들이 흑해 주변 지역에 정착했으며, 메노파 교도들은 예카테리노슬라프(현재 드니프로)와 알렉산드로프스크(현재 자포리자) 주변의 드니프로강 하류 지역을 선호했다.
1803년에 예카테리나 2세의 손자인 알렉산드르 1세는 그녀의 선포를 재발행했다. 나폴레옹 전쟁의 혼란 속에서 독일인들은 전쟁으로 피폐해진 땅을 피해 대거 응답했다. 차르 행정부는 결국 신규 이민자들에게 최소한의 재정 요건을 부과하여, 러시아 입국을 위해 300 굴덴 현금을 소유하거나 특별한 기술을 갖추도록 요구했다.
1861년 러시아 제국에서 농노제가 폐지되면서 농업 노동력 부족이 발생했다. 노동자 부족은 새로운 독일인 이민을 유인했는데, 특히 점점 더 혼잡해지는 중앙 유럽 국가들로부터의 이민이 많았다. 그곳에는 더 이상 농업에서 완전 고용을 위한 비옥한 땅이 충분하지 않았다.

1897년 인구조사에 따른 러시아 제국 내 독일어의 지리적 분포

게다가, 러시아 내 독일계 인구의 상당 부분은 폴란드 소유지에서 러시아로 이주했다. 18세기 폴란드 분할(1772년-1795년)은 폴란드-리투아니아 연방을 해체하고 오스트리아, 프로이센, 러시아 사이에 분할시켰다. 이미 폴란드 해당 지역에 살고 있던 많은 독일인들이 중세 및 이후의 이주로 인해 러시아로 편입되었다. 제1차 세계 대전까지, 특히 1830년 폴란드 반란 이후로 폴란드 입헌왕국의 많은 독일인들이 러시아 동부로 더 이동했다. 1863년 폴란드 반란은 이미 동부로 이동했던 이들에 더하여 폴란드에서 새로운 독일 이주 물결을 추가했고, 볼히니아에 광범위한 독일 식민지 설립으로 이어졌다. 폴란드가 제1차 세계 대전 이후 1918년에 독립을 되찾았을 때, 더 이상 러시아로의 독일 이민의 근원지가 아니게 되었지만, 그 때까지 수십만 명의 독일인들이 이미 러시아 제국 전역의 고립된 지역에 정착해 있었다.
독일인들은 19세기 초부터 캅카스 지역에 정착하기 시작했고 1850년대에는 크림반도로 확장되었다. 1890년대에는 러시아 아시아의 알타이산맥 지역에 새로운 독일인 정착촌이 생겼다(알타이의 메노파 정착촌 참조). 독일인 식민지 지역은 제1차 세계 대전 초까지 우크라이나에서 계속 확장되었다.
1897년 러시아 제국 최초 인구 조사에 따르면, 약 180만 명이 독일어를 모국어로 신고했다.

### 흑해 독일인 (몰도바 및 우크라이나)
베사라비아 독일인과 도브루자 독일인을 포함하는 흑해 독일인들은 18세기 후반과 19세기에 현재 우크라이나의 흑해 북부 연안 지역에 정착했다. 예카테리나 2세는 오스만 제국과의 두 차례 전쟁(1768~1774)과 크림 칸국 병합(1783)을 통해 이 땅을 러시아에 얻어주었다.
정착지는 볼가강 지역처럼 밀집되게 발전하지 않았고, 독일계 식민지들이 사슬처럼 형성되었다. 첫 독일인 정착자들은 1787년에 처음 서프로이센에서 도착했으며, 이어서 서부 및 남서부 독일(로마 가톨릭교도 포함), 그리고 바르샤바 지역에서 이민자들이 왔다. 또한 1803년부터 많은 독일인들이 라인강 서쪽의 알자스 북동부 지역에서 이민을 왔다. 이들은 우크라이나 오데사(도시)에서 북동쪽으로 약 30마일 떨어진 곳에 정착하여 여러 거류지를 형성했고, 이들은 빠르게 확장되어 인근에 자식 식민지들이 생겨났다.
크림
1783년부터 러시아 제국은 크림 타타르인의 토착 인구를 희석시키기 위해 크림반도 (당시 크림 칸국)에 러시아인, 우크라이나인, 그리고 독일인을 체계적으로 정착시키기 시작했다.
1939년에 크림반도 주민 110만 명 중 약 6만 명은 독일계였다. 2년 후, 동맹이 끝나고 나치 독일이 소련을 침공한 후, 정부는 인구 이전 프로그램의 일환으로 크림반도에 거주하던 독일계 주민들을 중앙아시아로 강제이주시켰다. 조건은 가혹했으며 많은 이주민들이 사망했다. 1980년대 후반 페레스트로이카 시기까지 생존한 독일계 주민들과 그 후손들은 중앙아시아에서 크림반도로 돌아올 권리를 얻지 못했다.

### 볼히니아 독일인 (폴란드 및 우크라이나)

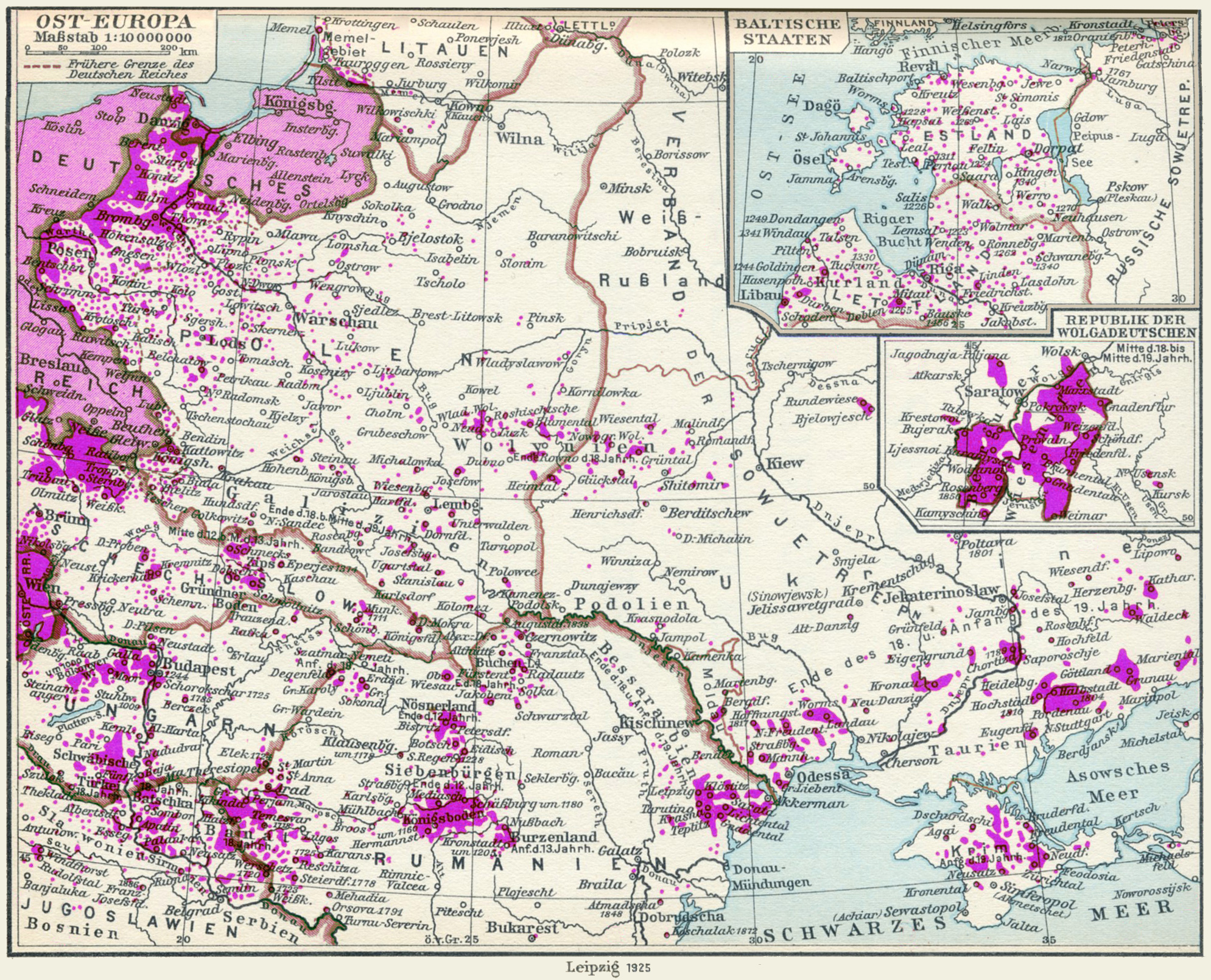
1925년 동유럽의 독일인

볼히니아 (2013년 현재 우크라이나 북서부, 키예프 서쪽 짧은 거리에서 폴란드 국경까지)로의 독일인 이주는 위에서 설명한 것과는 상당히 다른 조건에서 발생했다. 19세기 말까지 볼히니아에는 20만 명 이상의 독일인 정착민이 있었다. 그들의 이주는 종종 폴란드 지주였던 지역 귀족들이 이 지역의 상당한 토지 소유지를 농업 용도로 개발하기 위해 장려하면서 시작되었다. 아마도 독일인의 75% 이상은 폴란드 입헌왕국 출신이었고, 나머지는 동프로이센 및 서프로이센, 포메라니아, 포젠, 뷔르템베르크, 갈리시아 등 다른 지역에서 직접 왔다.
1800년 직후, 첫 독일인 가족들이 이 지역으로 이주하기 시작했다. 1831년 첫 폴란드 반란 이후 급증했지만, 1850년까지 독일인 수는 여전히 약 5,000명에 불과했다. 가장 큰 이주는 1863년 두 번째 폴란드 반란 이후에 일어났고, 독일인들은 수천 명씩 이 지역으로 몰려들기 시작했다. 1900년까지 그들은 약 20만 명에 이르렀다. 이 독일인들의 대다수는 개신교 루터교도였다 (유럽에서는 복음주의자로 불렸다). 비스와 강 하류 지역에서 온 소수의 메노파 교도들이 볼히니아 남부에 정착했다. 침례교와 모라비아 형제회는 주로 지토미르 북서쪽에 정착했다. 이곳 독일인들과 러시아의 다른 지역 독일인들 사이의 또 다른 주요 차이점은 다른 독일인들은 더 큰 공동체에 정착하는 경향이 있었다는 것이다. 볼히니아의 독일인들은 1,400개 이상의 마을에 흩어져 있었다. 1900년에 인구가 정점에 달했지만, 많은 독일인들은 이미 1880년대 후반부터 북아메리카와 남아메리카로 볼히니아를 떠나기 시작했다.
1911년부터 1915년 사이에 소수의 볼히니아 독일인 농민들(36가족 - 200명 이상)이 동시베리아로 재배치되었다. 그들은 또한 이제 러시아의 공식 시민이 되며, 병역과 세금 납부 의무를 포함한다는 지시를 받았다. 그들은 정부의 1906년-1911년 스톨리핀 개혁의 재정착 보조금도 활용할 수 있었다. 그들은 현재 이르쿠츠크주의 잘라린스키군에 있는 세 마을(픽틴스크, 스레드네-픽틴스크, 다그니크)에 정착하여 "부크 홀란드인"으로 알려지게 되었다. 그들은 더 이상 독일어를 사용하지 않고, 오히려 우크라이나어와 폴란드어를 구사하는 것으로 보였다. 그들은 동프로이센에서 폴란드어로 프락투어 형태로 인쇄된 루터교 성경을 사용했다. 그들의 후손들은 많은 수가 독일식 성씨를 가지고 있으며, 21세기까지 그 지역에 계속 살고 있다.

### 캅카스 독일인
캅카스 지역에는 북캅카스, 조지아, 아제르바이잔 등지에 약 10만 명의 독일계 소수 민족이 존재했다. 1941년 이오시프 스탈린은 독일인 아버지를 둔 모든 주민들을 대부분 시베리아나 카자흐스탄으로 추방하라고 명령했다.

## 1870년대부터 1910년대까지 러시아 독일인의 아메리카 대규모 이민
1870년대 이전까지 러시아의 독일인들은 자신들의 유산과 독립성을 보존할 수 있는 독특한 능력을 누렸다. 러시아 병역이나 세금 면제와 더불어 그들의 식민지 주민들은 계속해서 독일어 모국어를 사용했고, 자녀들은 독일어 교실에서 교육을 받았으며, 평화롭게 신앙을 실천할 수 있었다. 그러나 알렉산드르 2세가 권력을 잡으면서 이러한 상황은 변했다. 1871년 그는 예카테리나 2세와 알렉산드르 1세가 처음 정착할 때 부여했던 대부분의 자유를 철회하여, 사실상 새로운 독일인 이민을 종식시켰다. 1874년부터는 특정 연령의 모든 남성에게 병역이 의무화되었다. 이로 인해 식민지 주민들은 남성을 잃고 수입이 줄어들어 러시아 농민 수준으로 사회경제적 지위가 낮아졌다. 알렉산드르 3세가 집권하면서 독일어 사용을 없애려는 그의 노력으로 독일인들의 "러시아화"는 계속되었다.
약속받았던 특권이 사라지자 실망한 많은 독일인들은 이주를 선택했다. 19세기 말 아메리카의 여러 나라로 이주한 러시아 출신 독일인들은 러시아 제국에 남아있던 이들과 달리 러시아화를 피하고 조상의 독일 문화를 보존할 수 있었다.

### 북아메리카
북아메리카의 그레이트플레인스에 거주하는 독일계 혈통의 많은 사람들은 현대 독일이 아닌 러시아 제국에서 이주한 조상을 가지고 있다. 캐나다 백과사전은 단순히 "캐나다의 주요 독일인 공급원은 러시아였다 – 특히 볼가, 흑해 연안, 그리고 볼히니아에서"라고 명시한다. 그레이트플레인스 백과사전은 "1873년에서 1914년 사이에 약 11만 5천 명의 독일계 러시아인이 미국으로 이민했고, 약 15만 명은 서부 캐나다로 이민했다"고 말하며 "1910년까지 서부 캐나다의 모든 독일인 정착민 중 약 44%가 러시아 출신 독일인으로 추정된다"고 한다.

### 남아메리카

#### 브라질
1876년까지 현재 브라질인 브라질 제국은 군주국이었고, 페드루 2세 (브라질)는 볼가 독일인과 다른 러시아 출신 독일인들을 자신의 영토에 정착시키기 위해 초대했다. 그 후, 독일 이민자들의 물결이 상파울루주, 파라나주, 산타카타리나주, 히우그란지두술주에 정착했다.

#### 아르헨티나
러시아 출신 독일인, 특히 볼가 독일인들은 아르헨티나에 많은 식민지를 세웠는데, 주로 부에노스아이레스주 남부, 엔트레리오스주, 라팜파주에 위치한다. 이 식민지들은 오늘날까지 그들의 문화를 유지하고 있으며, 커브(Kerb), 크레펠페스트(Kreppelfest), 슐라흐트페스트 등 다양한 축제를 개최하여 전국의 다른 지역 주민들을 환영한다. 아르헨티나의 볼가 독일인 후손 총 수는 200만 명 이상으로 추산된다.

## 러시아 독일인의 쇠퇴
러시아 독일인 공동체의 쇠퇴는 알렉산드르 2세의 개혁과 함께 시작되었다. 1871년, 그는 선조들의 개방 이민 정책을 폐지하여, 사실상 제국으로의 새로운 독일인 이민을 종식시켰다. 독일인 식민지들은 계속 확장되었지만, 이는 자연 증가와 폴란드에서 온 독일인들의 이민에 의해 이루어졌다.
알렉산드르 2세 치하에서 뿌리내린 러시아 민족주의는 1871년에 러시아 독일인들이 누리던 대부분의 세금 특권을 철폐하고, 1874년 이후에는 병역을 부과하는 정당화로 작용했다. 오랜 협상 끝에 전통적으로 평화주의 교파인 메노파는 임업 및 의료 부대에서 근무하는 형태로 대체 복무를 허용받았다. 그 결과 발생한 불만은 많은 러시아 독일인, 특히 전통적으로 반대파 개신교 교회의 신자들이 미국과 캐나다로 이주하게 만들었고, 많은 가톨릭 신자들은 브라질과 아르헨티나를 선택했다. 그들은 주로 아메리카의 그레이트플레인스와 서부 캐나다, 특히 노스다코타주, 사우스다코타주, 네브래스카주, 캔자스주, 콜로라도주; 캐나다의 매니토바주와 서스캐처원주, 그리고 앨버타주; 브라질의 특히 파라나주 (브라질), 산타카타리나주, 그리고 히우그란지두술주; 그리고 아르헨티나의 특히 부에노스아이레스주 남부, 엔트레리오스주, 그리고 라팜파주로 이주했다. 노스다코타주와 사우스다코타주는 주로 오데사(흑해 지역) 출신 러시아 독일인들을 유치했고, 네브래스카주와 캔자스주는 주로 볼가 지역 출신 러시아 독일인들을 유치했다. 볼히니아 독일인의 대다수는 캐나다를 목적지로 선택했으며, 상당수가 나중에 미국으로 이주했다. 소규모 정착지들도 미시간 남서부의 볼가 및 볼히니아 독일인, 위스콘신의 볼히니아 독일인, 코네티컷의 폴란드 의회 및 볼히니아 독일인과 같은 다른 지역에서도 발생했다.
1881년 이후, 러시아 독일인들은 학교에서 러시아어를 배우도록 요구받았고, 남아있는 모든 특별 특권을 잃었다. 그러나 많은 독일인들은 러시아에 남아있었는데, 특히 19세기 후반 러시아가 산업화되기 시작하면서 성공을 거둔 사람들이 그러했다. 러시아 독일인들은 러시아의 엔지니어, 기술 숙련공, 산업가, 금융가, 대규모 토지 소유자들 사이에서 불균형적으로 많이 나타났다.
제1차 세계 대전은 러시아가 나폴레옹 시대 이후 처음으로 독일과 전쟁을 벌인 때였으며, 러시아 독일인들은 재빨리 적국의 동조자로 의심받았다. 볼히니아 지역에 살던 독일인들은 러시아가 전쟁에서 패하기 시작한 1915년에 볼가강 하류의 독일 식민지로 추방되었다. 많은 러시아 독일인들이 차르 정부에 의해 국가의 적으로 시베리아로 추방되었는데, 일반적으로 재판이나 증거 없이 이루어졌다. 1916년에는 볼가 독일인들도 동쪽으로 추방하라는 명령이 내려졌지만, 러시아 혁명으로 인해 실행되지 못했다.
혁명 중 러시아 독일인들의 충성도는 다양했다. 많은 이들이 왕당파를 지지하고 백군에 가담했지만, 다른 이들은 알렉산드르 케렌스키의 러시아 임시정부, 볼셰비키, 심지어 네스토르 마흐노와 같은 소규모 세력에도 헌신했다. 러시아 독일인들—메노파와 복음주의 기독교인들을 포함하여—는 러시아 혁명과 러시아 내전의 모든 측면에서 싸웠다. 일부 러시아 독일인들은 매우 부유했지만, 다른 이들은 상당히 가난했고 슬라브 이웃들에게 강한 동정심을 가졌다. 교육받은 러시아 독일인들은 러시아 민족 지식인들만큼이나 좌파적이고 혁명적인 성향을 가질 가능성이 높았다.

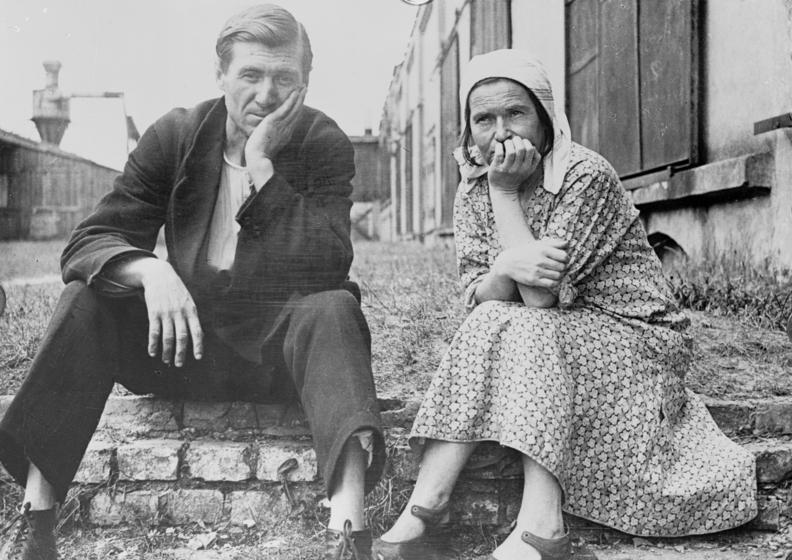
1920년, 포젠-서프로이센 (현재 폴란드의 피와) 슈나이데뮐 난민 캠프에 있는 볼가 지역 출신 독일인 농부 부부.

러시아 혁명과 뒤이은 내전의 혼란 속에서 많은 독일계 사람들은 러시아 내에서 이주하거나 아예 러시아를 떠났다. 러시아 내전을 둘러싼 혼란은 많은 독일인 공동체, 특히 메노파와 같은 종교적 반대자들에게 엄청난 피해를 입혔다. 많은 메노파 교도들은 특히 우크라이나의 네스토르 마흐노의 군대가 그들의 공동체에 대한 대규모 폭력에 책임이 있다고 생각한다.
이 시기는 또한 기근과 전투 중 식량의 장거리 운송 부족으로 인한 정기적인 식량 부족의 시기이기도 했다. 발진티푸스 전염병과 1920년대 초의 1921년 러시아 기근과 결합하여, 러시아 독일인의 최대 3분의 1이 사망했을 수도 있다. 아메리카의 러시아 독일인 단체들, 특히 메노파 중앙위원회는 1920년대 후반 러시아에서 기근 구호 활동을 조직했다. 혼란이 가라앉고 소련의 입지가 더욱 확고해지자, 많은 러시아 독일인들은 단순히 전투의 종식을 이용하여 아메리카로 이민을 갔다. 소련으로부터의 이민은 스탈린의 칙령으로 1929년에 중단되었고, 약 100만 명의 러시아 독일인이 소련 국경 내에 남게 되었다.
소련은 1929년 스탈린이 블라디미르 레닌의 신경제정책을 폐지하고 강제적인 농업 집단화와 대규모 토지 청산을 시작하면서, 러시아 독일인의 농장과 사업을 다른 모든 농장과 사업과 함께 압류했다.

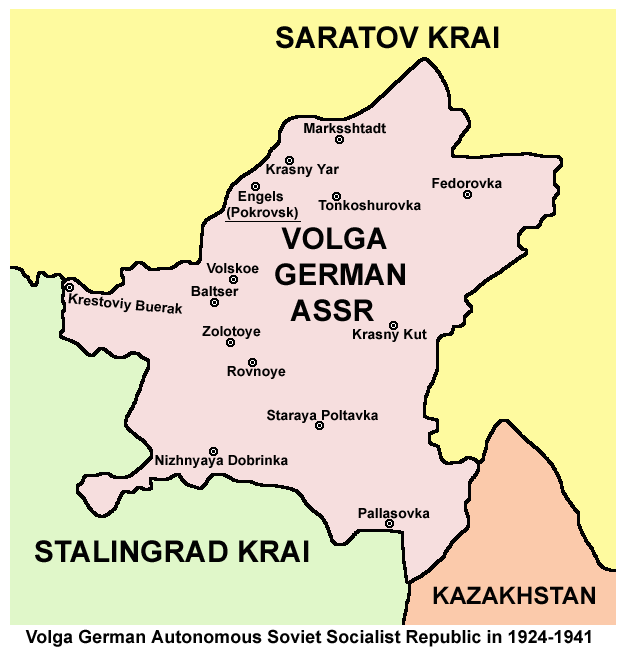
볼가 독일인 자치 소비에트 사회주의 공화국, 1924년-1941년

그럼에도 불구하고, 소련 민족 정책은 어느 정도 러시아 독일인의 제도를 일부 지역에서 복원했다. 1924년 7월, 볼가 독일인 자치 소비에트 사회주의 공화국이 설립되어 볼가 독일인에게 일부 자율적인 독일어 기관을 부여했다. 1920년대에는 우크라이나, 크림반도, 북캅카스, 조지아, 오렌부르크, 시베리아에 여러 독일계 민족 라욘이 설치되었다. 루터교회는 러시아의 거의 모든 종교 단체와 마찬가지로 스탈린 치하에서 무자비하게 탄압받았다. 그러나 볼가 독일 ASSR에 거주하는 60만 명이 넘는 독일인들에게 독일어는 1881년 이후 처음으로 지역 관리의 언어가 되었다.
1941년 6월 22일 독일의 소련 침공으로 인해 스탈린은 러시아 독일인들을 시베리아와 중앙아시아로 국내 유배 및 강제 노동을 시키기로 결정했다. 이 시점에서 정권은 독일인과 같은 외국 국가와 민족적 유대 관계를 가진 소수 민족을 잠재적인 5열 종대원(fifth columnists)으로 간주한 것이 분명하다. 1941년 8월 12일, 공산당 중앙위원회는 반역 행위를 명목으로 볼가강 하류의 자치 공화국에서 볼가 독일인들을 추방하라는 명령을 내렸다. 1941년 9월 7일, 볼가 독일인 자치 소비에트 사회주의 공화국은 폐지되었고 약 43만 8천 명의 볼가 독일인들이 추방되었다. 그 후 몇 달 동안, 추가로 40만 명의 독일계 사람들이 우크라이나와 크림반도와 같은 다른 전통적인 정착지에서 시베리아로 추방되었다.
그러나 소련군은 독일 국방군의 빠른 진격으로 인해 서부 및 남부 우크라이나에 거주하는 모든 독일인 정착민들을 추방하는 데 성공하지 못했다. 비밀 경찰인 내무인민위원부는 우크라이나에서 독일계 주민의 35%만을 추방할 수 있었다. 따라서 1943년 나치 독일 인구조사에 따르면 소련 점령지에 거주하는 독일계 주민은 31만 3천 명으로 등록되었다. 소련군의 재정복과 함께 독일 국방군은 약 30만 명의 러시아 독일인들을 대피시키고 그들을 본국으로 귀환시켰다. 얄타 협정의 규정에 따라 전쟁이 끝날 때 독일에 거주하는 모든 전 소련 시민은 본국으로 송환되어야 했으며, 대부분 강제로 송환되었다. 20만 명 이상의 러시아 독일인들이 그들의 의지에 반하여 연합군에 의해 추방되어 굴라그로 보내졌다. 따라서 전쟁이 끝난 직후, 100만 명 이상의 러시아 독일인들이 시베리아와 중앙아시아의 특별 정착촌과 노동 수용소에 있었다. 1940년대에 20만에서 30만 명이 굶주림, 거처 부족, 과로, 질병으로 사망한 것으로 추정된다.
1948년 11월 26일, 스탈린은 러시아 독일인들이 유럽으로 영구히 돌아오는 것을 금지한다고 선언하며 추방을 영구화했지만, 1953년 그가 사망한 후 이 조치는 철회되었다. 많은 러시아 독일인들이 유럽 러시아로 돌아왔지만, 상당수는 소련 아시아에 남아있었다.
스탈린 이후 소련 국가가 더 이상 독일계를 집단으로 박해하지 않았음에도 불구하고, 그들의 소련 공화국은 재설립되지 않았다. 러시아의 많은 독일인들은 러시아 사회에 크게 동화되고 통합되었다. 1989년에는 소련에 약 200만 명의 독일계 주민이 있었다. 1989년 소련 인구조사에 따르면 독일계 소수 민족의 49%가 독일어를 모국어로 사용했다. 1989년 소련 인구조사에 따르면 독일계 시민 95만 7천 518명, 즉 전체 인구의 6%가 카자흐스탄에 거주했으며, 84만 1천 295명의 독일인이 시베리아를 포함한 러시아에 거주했다.
페레스트로이카는 소련 국경을 개방했고, 소련으로부터의 대규모 독일인 이민이 시작되었다. 소련의 붕괴와 함께, 많은 러시아 독일인들이 독일의 자유로운 귀환법을 이용하여 가혹한 소련 계승국의 조건을 떠났다. 키르기스스탄의 독일인 인구는 거의 사라졌으며, 카자흐스탄은 약 100만 명의 독일인 중 절반 이상을 잃었다. 러시아 연방의 독일인 인구 감소는 더 작았지만 여전히 상당했다. 조상 대대로 살던 지방으로 돌아간 독일인은 거의 없었다. 약 6,000명이 칼리닌그라드주(옛 동프로이센)에 정착했다.

## 러시아 독일인과 페레스트로이카
18세기와 19세기 러시아로 이주한 이후, 독일인들은 많은 슬라브족의 특성과 문화를 받아들여 "로시스키에 넴치" 또는 러시아 독일인으로 알려진 특별한 집단을 형성했다. 최근 러시아 독일인들은 독일과 독립국가연합(CIS)에 국가적 관심사가 되었다. 비록 독일계는 더 이상 박해받지 않았지만, 그들의 볼셰비키 이전의 삶과 마을은 재건되지 않았다. 많은 독일인들이 소련 사회에 통합되어 현재도 계속 살고 있다. 이주된 독일인들은 볼가강 계곡이나 흑해 지역의 조상 대대로 살던 땅으로 돌아갈 수 없는데, 많은 경우 스탈린 정권 때 파괴되어 그 마을들이 더 이상 존재하지 않기 때문이다. 1990년에 약 45,000명의 러시아 독일인, 즉 인구의 6%가 옛 독일 볼가 공화국에 살고 있었다. 20세기 후반 동안, 러시아 독일인의 4분의 3은 중앙아시아(카자흐스탄, 키르기스스탄, 타지키스탄, 우즈베키스탄), 남서 시베리아, 남부 우랄에 살고 있었다.
1970년대부터 러시아 독일인들이 결국 어디에 살게 될지를 결정하는 밀고 당기기 효과가 시작되었다. 경제 불황으로 인해 토착민 집단과 중앙아시아에 최근 정착한 소수 민족 간의 긴장이 고조되었다. 1979년 아프가니스탄 전쟁이 시작된 후 이러한 긴장은 더욱 심화되었다. 독일인과 다른 유럽인들은 문화적, 경제적으로 압력을 받아 이 나라들을 떠나 러시아 공화국으로 이주했다. 이러한 이주는 1990년대까지 계속되었다.
1980년대 페레스트로이카 기간 동안 소련 국경이 개방되었고, 소련으로부터 대규모 독일인 이민이 시작되었다. 온 가족과 심지어 마을 전체가 집을 떠나 독일이나 오스트리아로 함께 이주하기도 했다. 이는 독일 대사관에 가족 성경과 같은 특정 문서를 보여주어 조상이 원래 독일 출신임을 증명해야 했기 때문이다. 이는 가족 구성원이 소련에 머물렀다가 나중에 떠나기로 결정하더라도 필요한 서류가 더 이상 없기 때문에 불가능했을 것이라는 의미였다. 또한 러시아 독일인 마을은 자급자족하는 경향이 있었기 때문에 교사, 정비공 또는 대장장이와 같이 지역사회에 필수적인 개인이 떠나면 이러한 중요한 지역사회 구성원을 대체하기 어려웠기 때문에 마을 전체가 사라질 수도 있었다.
법적, 경제적 견인 요인들이 러시아 독일인들이 독일로 이주하기로 결정하는 데 기여했다. 그들은 아우시들러(옛 독일 영토 출신 또는 독일계 망명자)라는 특별한 법적 지위를 부여받았고, 이는 즉각적인 독일 시민권, 투표권, 무제한 취업 허가, 모스크바에서 프랑크푸르트로의 비행(모든 개인 소지품 및 가재도구 포함), 직업 훈련, 그리고 3년간의 실업 수당을 제공했다.
남서 시베리아 출신 러시아 독일인들은 중앙아시아에 거주하는 독일인들과 완전히 다른 대우를 받았다. 지방 당국은 두 개의 자치구를 만들어 독일인들이 머물도록 설득했다.
1989년 "비데르게부르트(르네상스) 전연맹협회"가 설립되어 러시아 독일인들이 볼가 공화국으로 돌아와 재건하도록 장려했다. 이 계획은 독일이 논의에 개입하고 외교적 마찰을 일으켜 러시아의 반대로 이어졌기 때문에 성공하지 못했다. 문제 중 일부는 양측이 "재활"이라는 단어의 의미와 같은 특정 원칙에 대해 의견 차이를 극복하고 합의에 도달하지 못했다는 것이다. 그들은 또한 러시아가 러시아 독일인들을 볼가 지역으로 유인하려는 경제적 이유를 간과했다. 1992년, 러시아 독일인과 러시아 관리들은 마침내 계획에 합의했지만, 독일은 이를 승인하지 않았다.
1992년 2월 21일, 러시아 연방 대통령 보리스 옐친은 러시아 독일인들에게 시민권을 회복시키기 위해 독일과 독일-러시아 연방 협정을 체결했다. 이 연방 프로그램은 러시아 독일인들과 그들의 후손들의 고향을 옛 볼가 공화국에 점진적으로 복원하여 러시아 독일인들이 러시아로 재이민하도록 장려하는 것을 목표로 했다. 또한 문화, 언어, 종교 등 러시아 독일인의 국가적, 문화적 정체성이 보존될 것을 보장했다. 동시에, 나중에 떠나기로 결정하더라도 그들의 권리를 막거나 규제하지 않을 것이었다.
재정적으로 안정된 러시아 독일인 정착촌이 이미 존재했기 때문에, 시베리아에서는 별도의 영토를 위한 움직임이 다르게 진행되었다. 시베리아 관리들은 숙련된 러시아 독일인 시민들이 다른 공화국이나 국가로 떠나는 것을 막기 위해 경제적으로 움직였다. 1980년대 후반, 러시아 독일인의 8.1%가 남서 시베리아의 알타이 주에 살았고, 그들은 수익성 있는 농장의 3분의 1을 통제했다.
1990년대 초반, 러시아 독일인을 유지하거나 귀환을 촉진하기 위해 망명자 사무소(독일 도착 후 이민자를 담당하는 기관)에 몇 가지 아이디어가 제안되었다. 중요한 마을 전문가(정비사, 교사, 의사 등)에게 무역 협회 및 추가 교육과 같은 인센티브를 제공하여 러시아에 머물게 하거나 유치해야 한다는 제안이 포함되었다. 러시아 독일인 학교와 대학도 재개되어야 했다. 세 번째 아이디어는 개인이 주택을 구매하고 농장이나 소규모 사업을 시작하도록 동기를 부여할 금융 기관을 설립하는 것이었다. 불행히도, 제안된 이니셔티브는 부패, 무능, 미숙으로 인해 추진력을 얻지 못했고 실행되지 못했다. 해외 독일인 협회(VDA)는 인코플란(Inkoplan)이라는 회사와 계약하여 중앙아시아에서 가족들을 터무니없이 부풀려진 비용으로 이주시켰다. 이로 인해 VDA와 인코플란 직원들이 차액을 챙겼다. 무능과 미숙의 예시로는 VDA가 모든 러시아 독일인들이 현재의 집과 삶을 떠나 볼가 지역으로 이주하여 새로 시작하기를 원한다는 잘못된 생각을 투영한 것을 들 수 있다. 내무부는 러시아어에 유창하지 않았고 해외 문화를 잘 알지 못했으며, 이는 다양한 그룹 간에 많은 오해를 불러일으켰다. 내무부의 이러한 행동으로 인해 독일로의 이주는 계속되고 있다. 1990년과 1991년에 14만 명 이상의 개인이 CIS에서 독일로 이주했으며, 1992년에는 거의 20만 명이 이주했다.

## 인구 통계

2010년 러시아의 독일인 분포

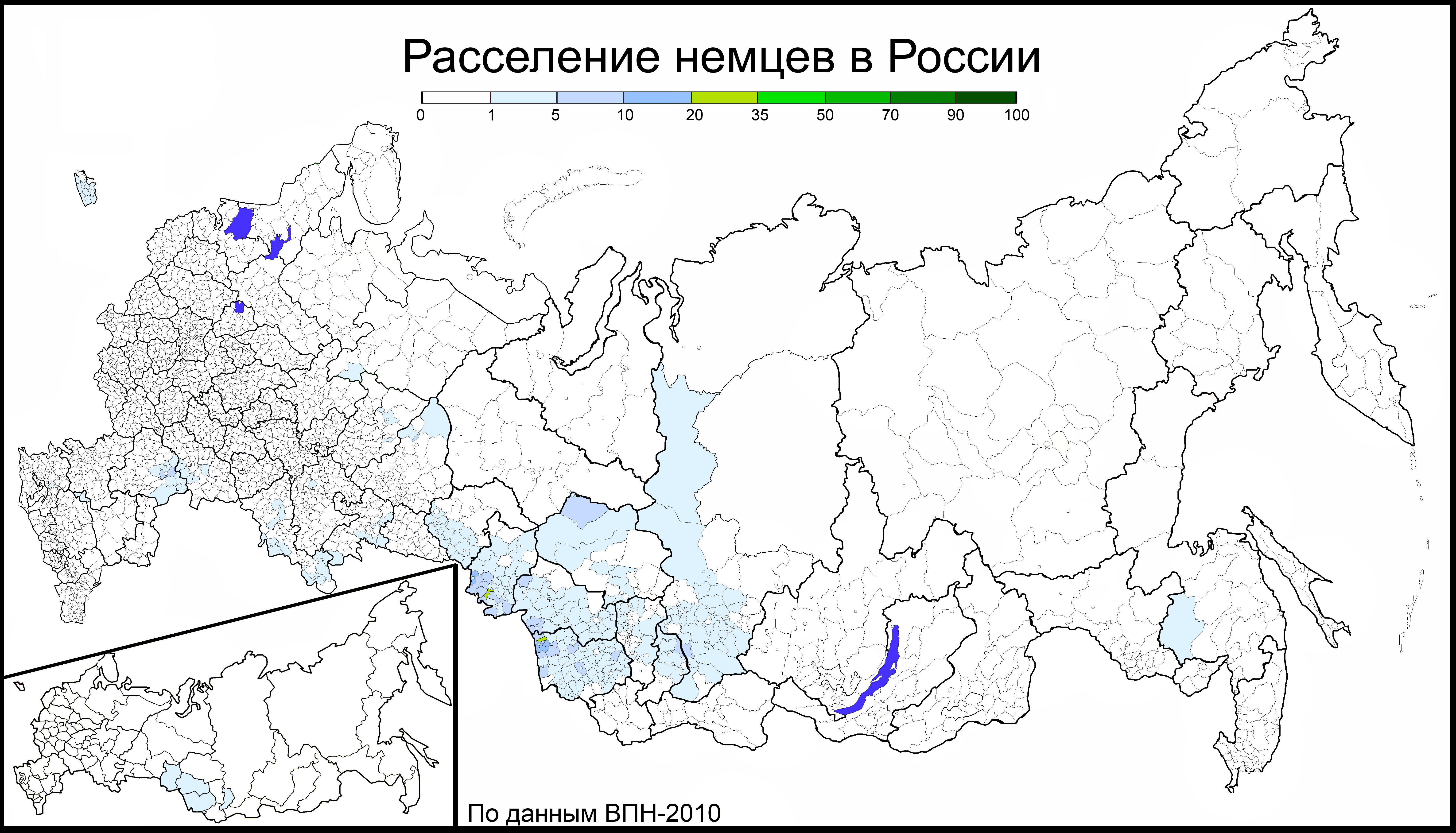
2010년 러시아 연방 인구조사에 따른 러시아 내 독일인 거주 지역

2010년 러시아 인구조사에서 394,138명의 독일인이 집계되었는데, 이는 2002년의 597,212명에서 감소한 수치로, 독일인은 러시아에서 20번째로 큰 민족 그룹이 되었다. 시베리아에는 약 30만 명의 독일인이 살고 있다. 또한 같은 인구조사에 따르면 독일어를 이해하는 시민이 290만 명에 달한다(이들 중 상당수는 러시아계 또는 이디시어를 사용하는 유대인으로, 독일어를 배웠다). 현대 러시아의 저명한 독일계 인물로는 1991년부터 2002년까지 톰스크주 주지사를 지낸 빅토르 크레스와 2000년부터 2007년까지 러시아 경제통상부 장관을 지낸 헤르만 그레프가 있다. 2002년 집계된 597,212명의 독일인 중 68%는 아시아 연방구에, 32%는 유럽 연방구에 거주했다. 시베리아 연방구는 308,727명으로 가장 많은 독일계 인구를 보유했지만, 이 연방구에서도 전체 인구의 1.54%에 불과했다. 독일계 인구가 가장 많은 연방 주체는 알타이 변경주(79,502명), 옴스크주(76,334명), 노보시비르스크주(47,275명), 케메로보주(35,965명), 첼랴빈스크주(28,457명), 튜멘주(27,196명), 스베르들롭스크주(22,540명), 크라스노다르 변경주(18,469명), 오렌부르크주(18,055명), 볼고그라드주(17,051명), 톰스크주(13,444명), 사라토프주(12,093명), 페름 변경주(10,152명)였다. 독일로의 이민은 더 이상 흔하지 않고, 일부 독일인들은 카자흐스탄에서 러시아로 이주하고 있지만, 러시아의 독일인 수는 계속 감소하고 있다. 2021년 러시아 인구조사에 따르면 러시아의 독일인 수는 195,256명으로 더 감소했다.
2011년, 칼루가주는 연방 정부의 동포 귀환 프로그램을 통해 옛 소련 공화국에 거주하던 독일계 주민들을 포함했다.
1989년 인구조사에 따르면 키르기스스탄에는 100,309명의 독일인이 거주했다. 가장 최근의 인구조사 데이터(1999년)에 따르면 키르기스스탄에는 21,472명의 독일인이 있었다. 타지키스탄의 독일인 인구는 1979년에 38,853명이었다.
독일에는 약 230만 명의 독일계 러시아인이 있으며, 이들은 이스라엘과 함께 옛 소련 밖에서 가장 큰 러시아어 사용 공동체 중 하나를 형성하고 있다.

## 교육
옛 소련에 거주하는 외국인들을 위한 여러 독일 국제학교가 운영되고 있다.
러시아:
- 모스크바 독일 국제학교
- 상트페테르부르크 독일 국제학교

조지아:
- 트빌리시 독일 국제학교

우크라이나:
- 키이우 독일 국제학교

## 발트 해 지역의 독일인

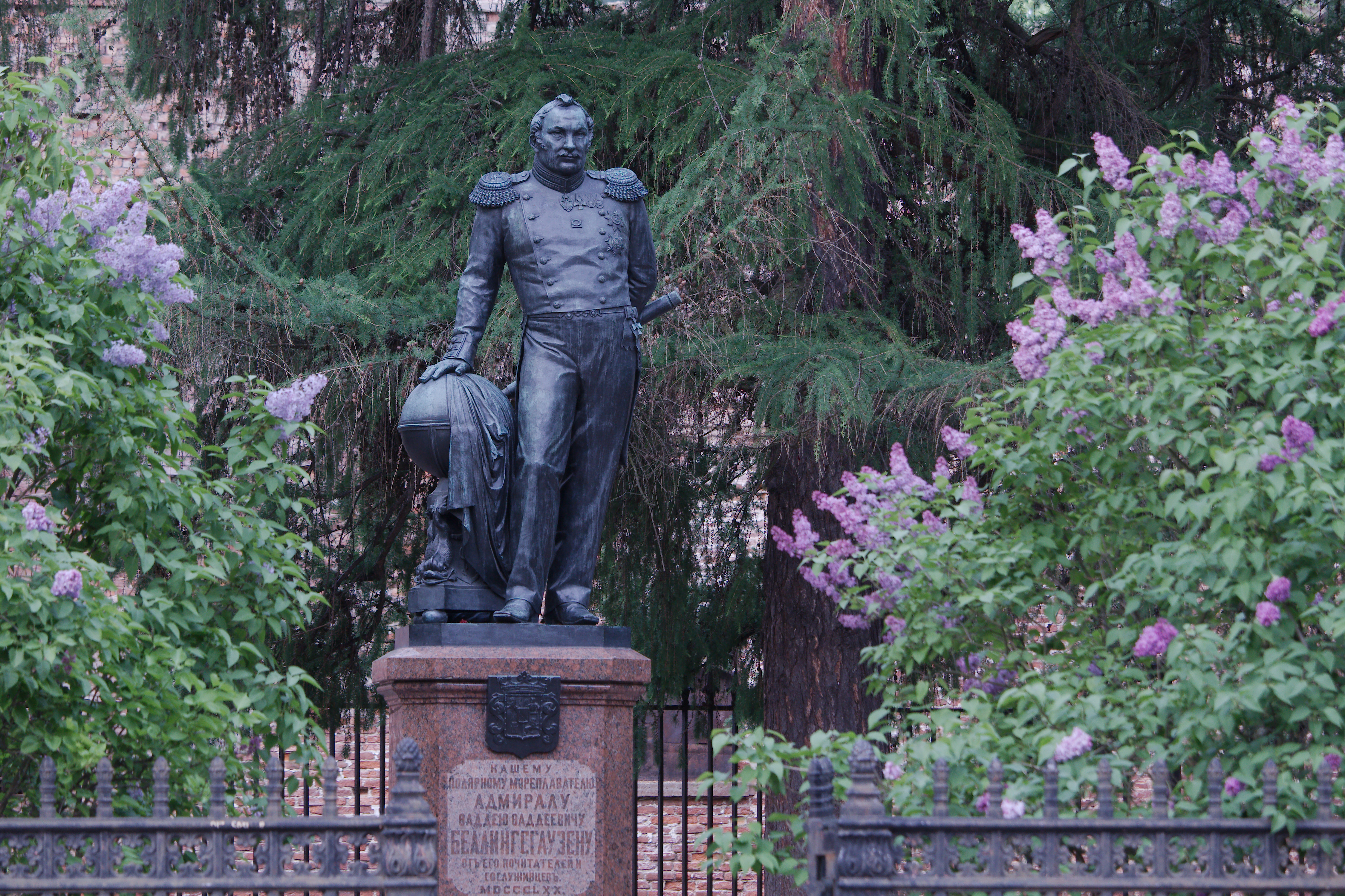
러시아 크론시타트에 있는 파비안 고틀리프 폰 벨링스하우젠 제독 기념비

발트해 동부 해안에 독일인이 존재했던 시기는 중세까지 거슬러 올라간다. 이때 중앙 유럽에서 상인과 선교사들이 도착하기 시작했다. 독일어를 사용하는 검의 형제기사단은 13세기 초에 리보니아 (현재 에스토니아와 라트비아) 대부분을 정복했다. 1237년, 검의 형제기사단은 튜턴 기사단에 편입되었다.
표트르 1세 통치 기간 동안, 러시아 제국은 대북방 전쟁(1700~1721)에서 스웨덴으로부터 라트비아와 에스토니아의 대부분을 장악했지만, 지역 독일 귀족들이 통치권을 유지하도록 내버려 두었다. 1880년대의 러시아화 정책 이전까지, 발트 독일인 공동체와 그들의 기관들은 러시아 제국 아래에서 온전하게 보호되었다. 발트 독일인 귀족들은 러시아 차르의 군대와 행정부에서 매우 영향력이 컸다.
알렉산드르 3세의 개혁은 독일 귀족의 전통적인 특권 중 다수를 선출된 지방 정부와 보다 통일된 세금 규정으로 대체했다. 학교에서는 러시아어 교육이 의무화되었고, 러시아 민족주의 언론은 분리된 독일인들을 비애국적이고 "충분히 러시아적이지 않다"고 비난하기 시작했다. 발트 독일인들은 또한 새로 떠오르는 라트비아 민족주의와 에스토니아 민족주의 운동의 표적이 되었다.
1939년 말(제2차 세계 대전 발발 후), 라트비아와 에스토니아에 거주하는 대부분의 발트 독일인 공동체는 아돌프 히틀러 총통의 부름에 응하여 나치 독일이 몇 주 전 폴란드 서부(특히 바르테가우)에서 정복한 지역으로 "본국 송환"되었다. 이에 대한 "법적 근거"는 1939년 8월 독일-소련 불가침 조약의 비밀 조항(독일-소련 국경 우호 조약)에서 합의된 바 있었다. 이오시프 스탈린의 소련이 1940-1941년에 라트비아와 에스토니아를 침공하고 점령한 후에도 독일계 민족(및 그 가족)의 소규모 "본국 송환"은 계속되었다. 1945년 이후 소련 통치하에 남아있던 발트 독일인은 히틀러의 독일행 제안을 거부했던 소수만이 수백 명에 불과했다.

## 주요 러시아 독일인

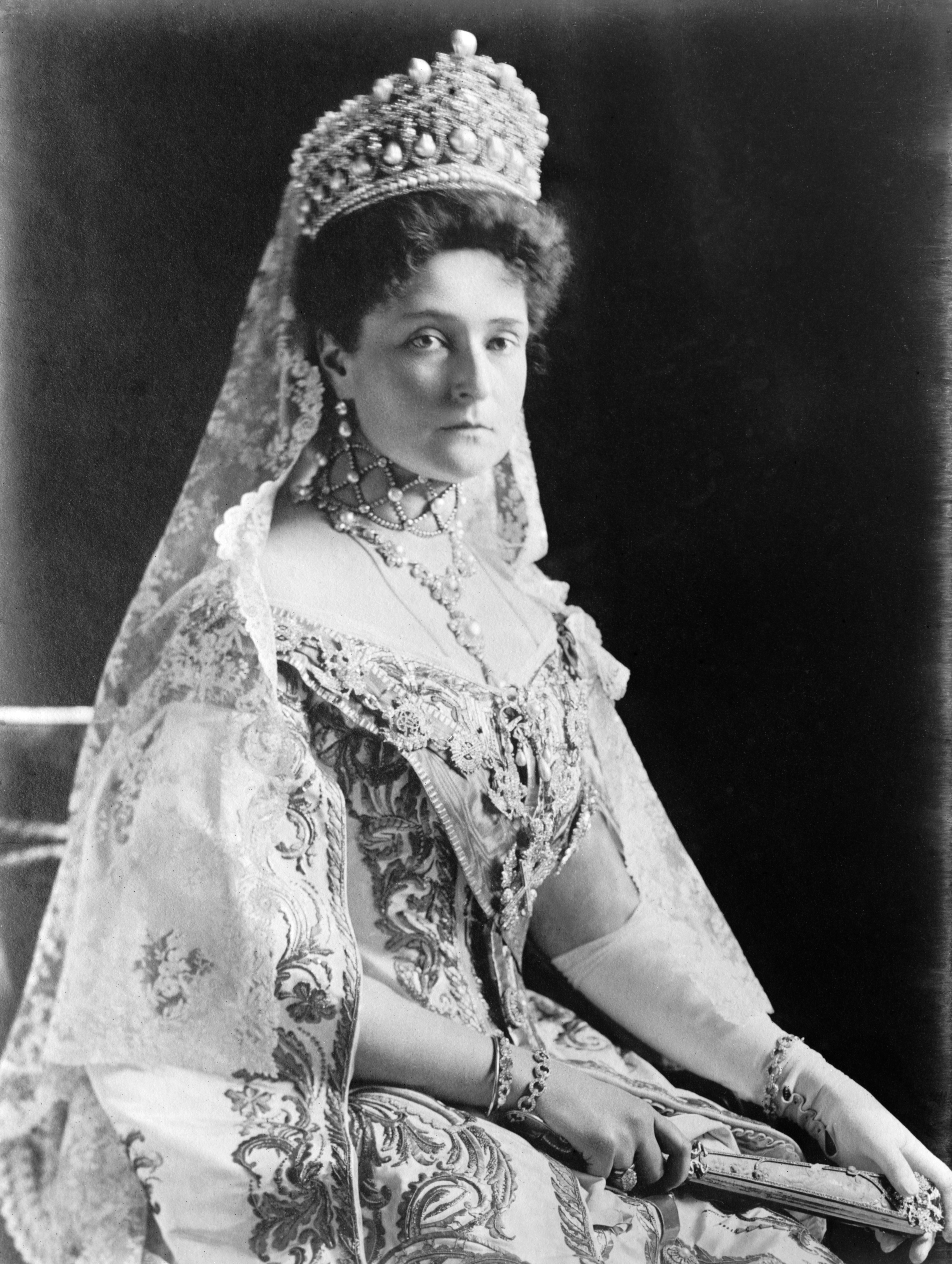
알렉산드라 표도로브나, 1908

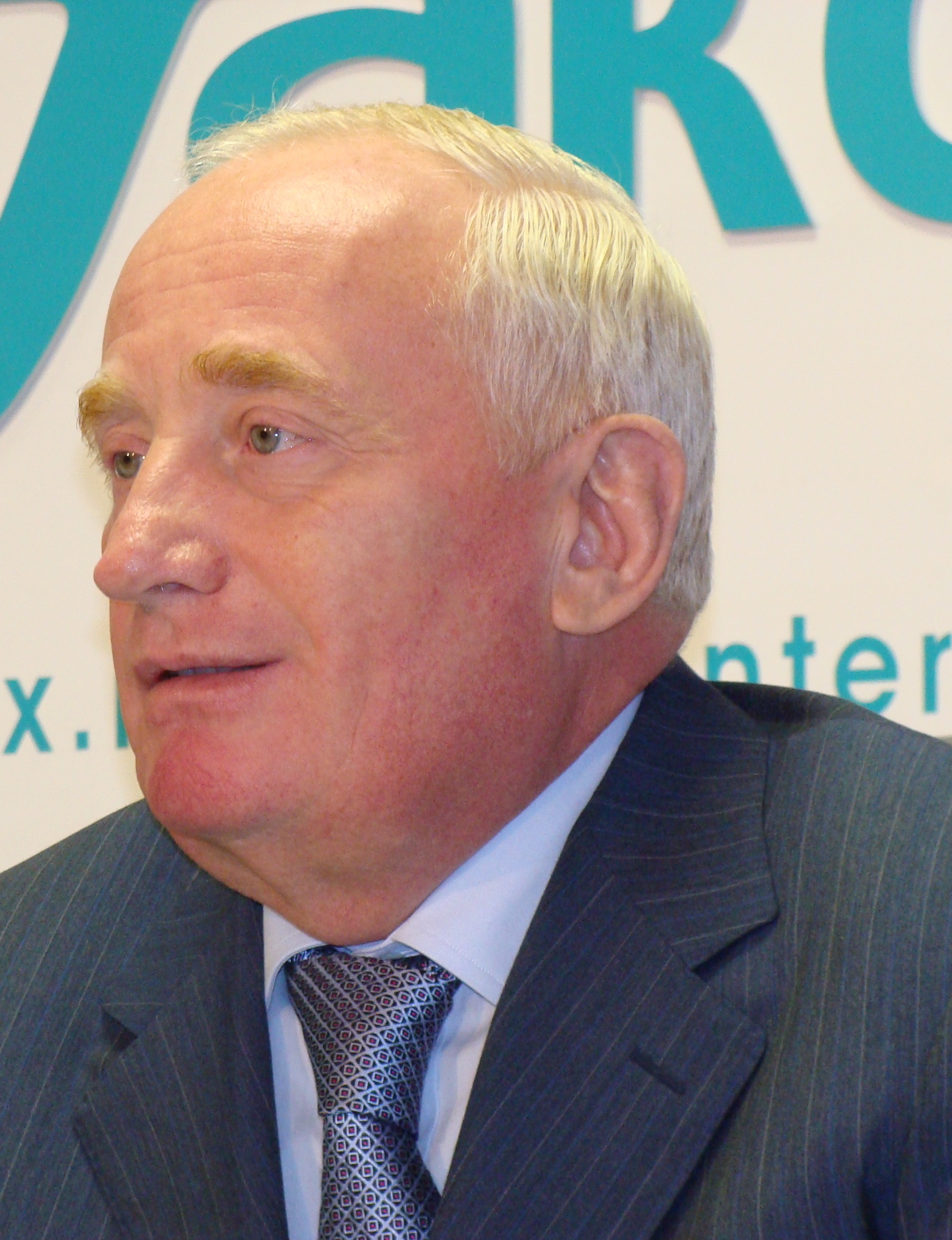
빅토르 크레스, 2008년, 톰스크주 주지사

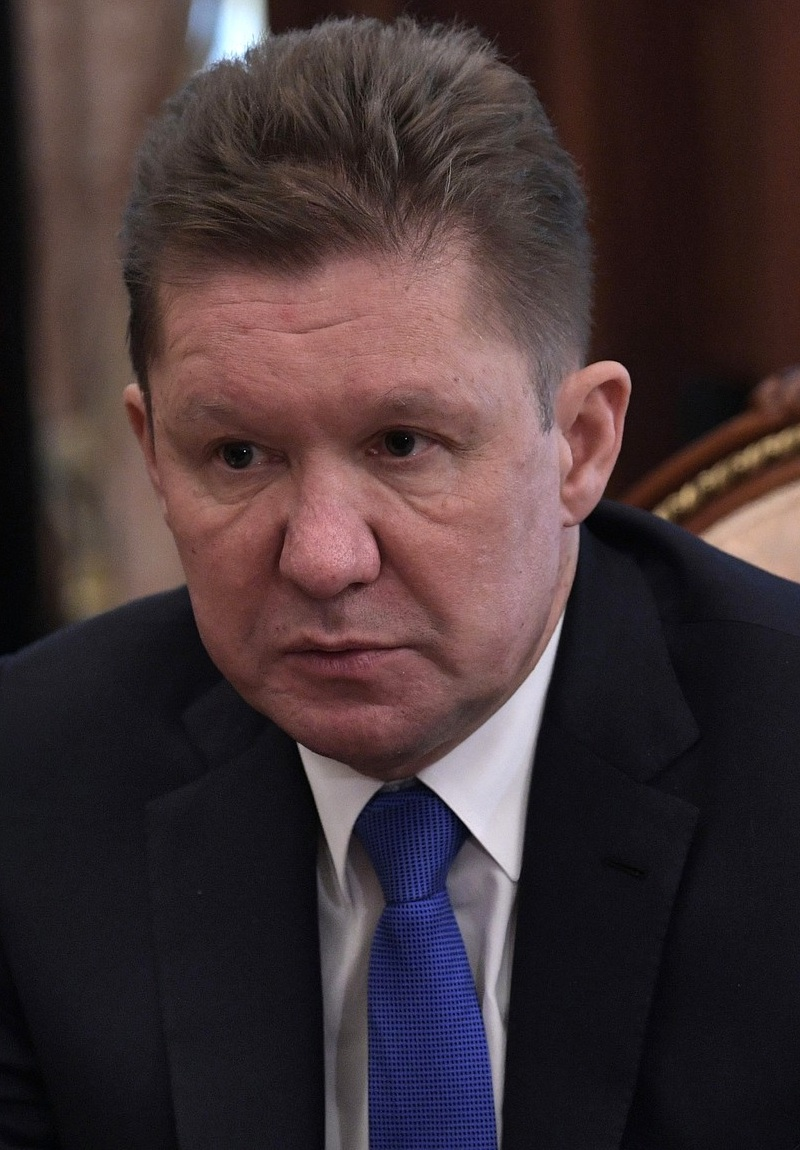
알렉세이 밀레르, 2019년, 가스프롬 회장

- 루돌프 아벨 (1903년–1971년), 소련 정보 장교
- 로만 폰 웅게른슈테른베르크 남작 (1886년-1921년), 러시아 내전의 반공주의 장군
- 니콜라이 바우만 (1873년–1905년), 볼셰비키 당 러시아 혁명가
- 에른스트 요한 폰 비론 - 이반 6세의 섭정
- 브라운슈바이크볼펜뷔텔 공작 안톤 울리히의 아들인 이반 6세 - 황제
- 브라운슈바이크볼펜뷔텔 공작 안톤 울리히 - 이반 4세의 아버지이자 대원수
- 알렉산드라 표도로브나 (1872년) (1872년–1918년), 러시아 황후 배우자
- 게오르기 부스 (1963년생), 2005년~2010년 칼리닌그라드주 주지사.
- 카를 프리드리히 폰 슐레스비히홀슈타인고토르프 공작의 아들인 표트르 3세 - 황제
- 예카테리나 2세 (1729년–1796년), 러시아 여제
- 니콜라이 예르드만 (1900년–1970년), 극작가
- 헬레네 피셔 (1984년생), 가수, 댄서, 엔터테이너, TV 진행자 및 배우.
- 알리사 프라인들리히 (1934년생) 배우
- 잔나 프리스케 (1974년–2015년), 가수, 모델, 배우, 사교계 명사
- 안드레 가임 (1958년생), 그래핀 연구로 노벨 물리학상 수상
- 안나 게르만 (안나 회르만) (1936년–1982년), 가수
- 에드가 게스 (1954년생), 축구 선수 겸 코치
- 라인홀트 글리에르 (라인홀트 에른스트 글리에르) (1875년–1956년), 작곡가
- 헤르만 그레프 (1964년생), 경제통상부 장관
- 안젤리나 그륀 (1979년생) 배구 선수
- 구스타프 클링거 (1876년–1937년), 공산주의 정치인
- 올가 크니퍼-체호바 (1868년–1959년), 배우, 안톤 체호프의 아내
- 알프레드 코흐 (1961년생), 정치가, 작가, 수학자, 경제학자 및 사업가
- 블라디미르 쾨펜 (1846년–1940년), 기상학자, 기후학자 및 식물학자
- 빅토르 크레스 (1948년생), 1991년~2012년 톰스크주 주지사.
- 블라디미르 레닌 (1870년–1924년), 소련의 의장
- 안드레아스 마우러 (1970년생), 지방 정치인
- 알렉산드르 메르켈 (1992년생), 축구 선수
- 프세볼로트 메이예르홀트 (카를 카시미르 테오도르 메이예르홀트), (1874년–1940년), 배우 겸 연극 감독
- 이리나 미키텐코 (1972년생), 장거리 주자
- 알렉세이 밀레르 (1962년생), 가스프롬 CEO
- 카를 네셀로데 (1780년–1862년), 백작이자 외교관
- 페터 노이슈태터 (1966년생), 축구 선수 겸 감독
- 블라디미르 파흐만 (1848년–1933년), 피아니스트
- 파벨 페스텔 (1793년–1826년), 데카브리스트 지도자 중 한 명
- 뱌체슬라프 폰 플레베 (뱌체슬라프 플레베) (1846년–1904년), 내무부 장관
- 보리스 라우셴바흐 (1915년–2001년), 물리학자이자 엔지니어
- 스뱌토슬라프 리흐테르 (1915년–1997년), 피아니스트
- 알렉세이 2세 (알렉세이 리디거) (1929년–2008년), 러시아 정교회 수장
- 니콜라스 레리히 (1874년–1947년), 화가
- 예두아르트 로셀 (1937년생), 1995년–2009년 스베르들롭스크주 주지사
- 오토 시미트 (1891년–1956년), 지구물리학자이자 정치가
- 표트르 시미트 (1867년–1906년), 러시아 해군 장교이자 1905년 혁명가
- 알프레트 시닛케 (1934년–1998년), 작곡가
- 데니스 시버 (1979년생), 종합격투기 선수
- 조딘 스팍스 (1989년생), 가수 겸 배우
- 바실리 울리히 (바실리 울리히) (1889년–1951년), 소련 정치 재판관
- 마리야 울리야노바 (1835년) (1835년–1916년), 블라디미르 레닌의 어머니
- 막스 파스머 (1886년–1962년), 러시아어 어원 사전 저술
- 브래드 월 (1965년생), 2007년~2018년 서스캐처원주 총리
- 로렌스 벨크 (1903년–1992년), 아코디언 연주자, 밴드리더, TV 흥행사
- 임마누엘 윙클러 (1886년–1932년) – 목사, 흑해 독일인의 공식 대표
- 세르게이 비테 (1849년–1915년), 러시아 제국의 초대 러시아 총리
- 표트르 비트겐슈타인, (1769년–1843년), 러시아 제국 육군의 야전원수
- 세르게이 프랑크 - 1998년~2004년 교통부 장관
- 안드레아스 볼프 (1982년생), 축구 선수
- 데니스 볼프 (1978년생), 보디빌더
- 알렉산드르 무어 - 2018년 9월 14일부터 튜멘주의 5대 주지사로 재직한 정치인
- 제드 (음악가) (1989년생), 본명 안톤 자슬라프스키, 음반 프로듀서, DJ, 음악가 겸 작곡가.

## 같이 보기
- 베사라비아 독일인
- 크림 고트인
- 아조보 독일 민족 지구
- 할프슈타트 독일 민족 지구
- 독일계 카자흐스탄인
- NKVD의 독일인 작전
- 홀슈타인고토르프로마노프가
- 알타이의 메노파 정착촌
- 독일-소련 불가침 조약
- 나치-소련 인구 교환
- 소련의 강제이주
- 독일의 러시아인
- 러시아 메노파
- 볼가 독일인 자치 소비에트 사회주의 공화국

## 내용주
1. ↑  Gerhard Reichling, Die deutschen Vertriebenen in Zahlen, part 1, Bonn: 1995, pp. 8
2. ↑  Gerhard Reichling estimated that out of 1,400,000 Germans deported from the USSR in the 독일인의 도피 및 추방 (1944년~1950년) 1,119,000 were Protestant and 254,000 were Catholic
3. ↑  “Главная страница проекта "Арена": Некоммерческая Исследовательская Служба "Среда"”. 2015년 3월 18일에 확인함.
4. ↑  POHL, J. OTTO (2016). 《The Persecution of Ethnic Germans in the USSR during World War II》. 《The Russian Review》 75. 284–303쪽. doi:10.1111/russ.12075. ISSN 0036-0341. JSTOR 43919398.
5. ↑  Bonn Urges Russia to Restore Land for Its Ethnic Germans, New York Times.
6. ↑  Case Studies Database 보관됨 8 8월 2009 - 웨이백 머신
7. ↑  2001 Ukrainian Population Census 보관됨 6 7월 2007 - 웨이백 머신
8. ↑  “GRIN - Russlanddeutsche Schamkultur im Konflikt mit der deutschen Schuldkultur”. 《www.grin.com》 (독일어). 2021년 9월 20일에 확인함.
9. ↑  Translation of the grant of privileges to merchants in 1229: “Medieval Sourcebook: Privileges Granted to German Merchants at Novgorod, 1229”. Fordham.edu.
10. ↑  Karl Stumpp, "The Emigration From Germany to Russia in the Years 1763-1862"
11. ↑  The Germans from Volhynia and Russian Poland 보관됨 5 3월 2012 - 웨이백 머신, University of Alberta, Canada
12. ↑  Olga Solovyova (Ольга Соловьева) "Bug 'Hollanders'" (БУЖСКИЕ ГОЛЕНДРЫ) (러시아어)
13. ↑  Accor History of Germans from Russia. Who are the Germans from Russia?
14. ↑  Bassler, Gerhard P. (2018년 1월 22일). 〈German Canadians〉. 《캐나다 백과사전》. 히스토리카 캐나다.
15. ↑  Laegreid, Renee M. (2011). 〈German Russians〉. 《Encyclopedia of the Great Plains》. University of Nebraska-Lincoln.
16. ↑  Accor Centro Argentino Cultural Wolgadeutsche
17. ↑  The Volga Germans and the Famine of 1921
18. ↑  Ulrich Merten, Voices from the Gulag, the Oppression of the German Minority in the Soviet Union, (American Historical Society of Germans from Russia, Lincoln, Nebraska,2015)ISBN 978-0-692-60337-6, pp 2,3,166
19. ↑  Germans from Russia Heritage Collection 보관됨 5 7월 2008 - 웨이백 머신
20. ↑  KAZAKHSTAN: Special report on ethnic Germans, IRIN Asia
21. ↑  “Russia - Other Ethnic Groups”. 2015년 3월 18일에 확인함.
22. ↑  “gms - 50. Jahrestagung der Deutschen Gesellschaft für Medizinische Informatik, Biometrie und Epidemiologie (gmds) 12. Jahrestagung der Deutschen Arbeitsgemeinschaft für Epidemiologie (dae) - External causes of death in a cohort of Aussiedler from the former Soviet Union, 1990-2002”. 2005년 9월 8일. Doc05gmds038쪽. 2015년 3월 18일에 확인함.
23. ↑  Helmut Kluter, "People of German Descent in CIS States – Areas of Settlement, Territorial Autonomy and Emigration," GeoJournal, Vol. 31, No. 4 (December 1993): 421.
24. 1 2  Kluter, 419.
25. ↑  Kluter, 425.
26. ↑  Kluter, 421.
27. 1 2 3 4  Kluter, 423.
28. ↑  Kluter 428.
29. 1 2  Kluter, 428.
30. ↑  Kluter, 429.
31. ↑  Kluter, 424.
32. ↑  Kluter, 419, 427.
33. 1 2  Kluter, 427.
34. ↑  "Germany-Russian Federation: Protocol of Collaboration on the Gradual Restoration of Citizenship to Russian Germans, with Decree of the Russian Federation," International Legal Materials, Vol. 31, No. 6 (November 1992): 1301, 1302
35. ↑  "Germany-Russian Federation:" 1301.
36. ↑  Björn Arp, International Norms and Standards for the Protection of National Minorities: Bilateral and Multilateral Texts for Commentary, (Leiden, Boston, Martinus Nijhoff Publishers, 2008), 288. "Germany-Russian Federation:" 1301.
37. ↑  Arp, 288.
38. ↑  Kluter, 422
39. ↑  Kluter, 433, 434.
40. ↑  Kluter, 431 - 433.
41. 1 2  Kluter, 431.
42. ↑  Kluter, 432.
43. ↑  “Приложение Демоскопа Weekly”. Demoscope.ru. 2013년 10월 12일에 원본 문서에서 보존된 문서. 2016년 4월 27일에 확인함.
44. ↑  “Orientation - Siberian Germans”. 2015년 3월 18일에 확인함.
45. ↑  러시아어에서 음역된 대로, 독일어로는 그의 이름이 아마 Hermann Graef로 쓰였을 것이다.
46. ↑  “Archived copy”. 2007년 2월 17일에 원본 문서에서 보존된 문서. 2006년 7월 20일에 확인함.
47. ↑  “Калужская область готова принять немцев, переселившихся из стран СНГ”. 2015년 3월 18일에 확인함.
48. ↑  J. Otto Pohl (2007년 3월 29일). “Otto's Random Thoughts”. 2015년 3월 18일에 확인함.